# Hesse (Orgelbauerfamilie)
Hesse war eine deutsche Orgelbauerfamilie, die von 1754 bis 1862 in Dachwig, Thüringen, tätig war.

## Geschichte

### Johann Michael Hesse
Johann Michael Hesse wurde am 13. April 1734 in Molschleben geboren und starb am 26. September 1810 in Dachwig. Seinen beiden Kindern Ernst Ludwig und Georg Andreas überließ er 1810 seine Werkstatt.
Johann Michael Hesse war von 1747 bis 1751 Orgelbaulehrling seines Großvaters Johann Heinrich Schulze in Nottleben. Von 1752 bis 1755 ging er zusätzlich beim Mechanikus Fischer in Erfurt in Lehre. 1754 baute er zusammen mit seinem Großvater eine Orgel in Dachwig und lernte dort seine Frau kennen. Infolgedessen begründete er seine Werkstatt in Dachwig.
Die von ihm erbauten Instrumente wurden von seinen Zeitgenossen sehr gelobt. So schrieb der Goldbacher Organist Johann Christian Wolfram 1815: „Sie sind mehr als Meisterwerke, sie sind vollendete Kunstprodukte eines Genies.“

### Ernst Ludwig Hesse
Ernst Ludwig Hesse wurde am 14. Mai 1768 geboren und starb am 29. April 1823 in Brüheim.
Er war der Sohn von Johann Michael Hesse und der Bruder von Georg Andreas Hesse, mit dem er 1810 die Werkstatt des Vaters übernahm. Teilweise arbeitete er mit dem Orgelbauer Knauf aus Großtabarz zusammen. Beim Bau der Brüheimer Orgel stürzte er 1823 ab und starb. 1829 ging die Werkstatt an seine Söhne Ernst Siegfried und Johann Michael II.

### Georg Andreas Hesse
Georg Andreas Hesse wurde 1784 geboren. Sein Sterbedatum ist nicht bekannt.
Er war ebenfalls ein Sohn von Johann Michael Hesse und Bruder von Ernst Ludwig Hesse. Er übernahm 1810 zusammen mit seinem Bruder die Werkstatt des Vaters. Nach dem Tod seines Bruders war er als selbständiger Orgelbauer aktiv.

### Ernst Siegfried Hesse
Ernst Siegfried Hesse wurde am 17. September 1798 in Dachwig geboren. Sein Sterbedatum ist nicht bekannt.
Er war Sohn von Ernst Ludwig und der Bruder von Johann Michael II. Zusammen mit Johann Michael II. übernahm er die Firma seines Vaters 1829. Seine Söhne waren Ernst Hermann und Julius, dem er 1858 die Werkstatt übertrug. Er arbeitete bis 1833 mit seinem Bruder zusammen. Danach war noch bis ca. 1850 selbständig tätig. Nach seiner Auswanderung nach Amerika 1854 verlieren sich seine Spuren.

### Johann Michael Hesse II.
Johann Michael Hesse II. bzw. Johann Michael Hesse der Jüngere wurde am 9. Juli 1806 in Dachwig geboren und starb am 11. April 1856 ebendort.
Sein Vater war Ernst Ludwig und sein Bruder Ernst Siegfried, mit dem er von 1829 bis 1833 die Werkstatt weiterführte. Danach war er selbstständig tätig.

### Julius Hesse
Julius Hesse wurde um 1830 geboren und starb um 1900. Er war der Sohn von Johann Michael II. und führte die Werkstatt ab 1858 weiter. Nach einem fehlgeschlagenen Umbau der Wender-Orgel der Bachkirche Arnstadt zog er 1862 nach St. Petersburg und überließ die Werkstatt Karl Hickmann. 1859 wurde die Orgel in Rehestädt unter dem Namen Johann Michael Hesse & Sohn erbaut. Bei seiner Flucht soll er den erhaltenen Vorschuss für die Bachkirche Arnstadt mitgenommen haben. Diese These gilt als widerlegt.

### Ernst Hermann Hesse
Ernst Hermann Hesse wurde am 3. Dezember 1845 geboren. Sein Sterbedatum ist nicht bekannt.
Er war ein Sohn von Ernst Siegfried.

## Werke (Auswahl)
Ein großes „P“ steht für ein selbstständiges Pedal, ein kleines „p“ für ein angehängtes Pedal. Eine Kursivierung zeigt an, dass die betreffende Orgel nicht mehr erhalten ist oder lediglich noch der Prospekt aus der Werkstatt stammt. 

### Johann Michael Hesse
| Jahr           | Ort          | Gebäude            | Bild | Manuale | Register | Bemerkungen                                                                                   |
| -------------- | ------------ | ------------------ | ---- | ------- | -------- | --------------------------------------------------------------------------------------------- |
| 1760 oder 1769 | Krautheim    | St. Mauritius      |      | II/P    | 22       | Neubau                                                                                        |
| 1764           | Salomonsborn | St. Dionysius      |      | II/P    | 20       | Neubau, zurzeit demontiert                                                                    |
| 1764 oder 1769 | Possendorf   | Dorfkirche         |      | I/P     | 10       | Neubau, Teile bei einem Neubau durch Hermann Kopp wiederverwendet                             |
| 1765           | Holzhausen   | St. Trinitatis     |      | II/P    | 19       | Neubau, 2017 restauriert durch Orgelbau Waltershausen                                         |
| ca. 1770       | Eichelborn   | St. Marien         |      | II/P    | 16       | Neubau                                                                                        |
| 1776           | Stotternheim | St. Peter und Paul |      | II/P    | 32       | Neubau; 1902 durch Neubau von E. F. Walcker & Cie. im historischen Prospekt ersetzt (II/P/22) |
| 1780           | Möbisburg    | St. Dionysius      |      | II/P    | 19       | Neubau, 1997 saniert, Orgel                                                                   |
| 1780           | Barby        | Schlosskapelle     |      |         |          | Neubau, Vermutung kein Nachweis                                                               |
| ca. 1785       | Haarhausen   | St. Nikolai        |      | II/P    | 22       | Neubau, 1971 durch Brandstiftung zerstört                                                     |
| ca. 1785       | Deersheim    | St. Peter und Paul |      |         |          | Neubau                                                                                        |
| 1794           | Dachwig      | St. Petri          |      | II/P    | 27       | Neubau, 1863 durch Karl Hickmann in neue Kirche umgesetzt                                     |
| 1795           | Wechselburg  | Hl. Kreuz          |      |         |          | Neubau                                                                                        |
| 1798           | Gispersleben | St. Kiliani        |      | II/P    | 25       | Neubau, 1834 durch Johann Michael Hesse II. erweitert auf 27 Register                         |
| 1798           | Hörselgau    | St. Bonifatius     |      | II/P    | 22       | Neubau, um 1900 Umdisponierung durch Orgelbau Böhm                                            |
| ca. 1800       | Erfurt       | St. Michael?       |      | II/P    | 22       | Neubau                                                                                        |
| 1802–21        | Schallenburg | St. Cyriakus       |      | II/P    | 26       | Neubau, fertiggestellt nach dem Tod von Johann Michael durch Ernst Ludwig                     |

### Ernst Ludwig Hesse
| Jahr | Ort        | Gebäude            | Bild | Manuale | Register | Bemerkungen |
| ---- | ---------- | ------------------ | ---- | ------- | -------- | --- |
| 1824 | Großfahner | St. Peter und Paul |      | II/P    | 26       | Neubau, Mitarbeit seiner Söhne Ernst Siegfried und Johann Michael II. |
| 1822 | Seebergen  | St. Georg          |      | II/P    | 29       | Neubau, 2004 Restauriert |
| 1823 | Brüheim    | St. Vitus          |      | II/P    | 23       | Neubau unter Verwendung von Teilen der Vorgängerorgel von Johann Heinrich Ruppert (1741), unter Mitarbeit des Bruders Georg Andreas und seiner Söhne Ernst Siegfried und Johann Michael II., 2011 restauriert durch Orgelbau Kutter → Orgel |

### Georg Andreas Hesse
| Jahr | Ort      | Gebäude | Bild | Manuale | Register | Bemerkungen                                                       |
| ---- | -------- | ------- | ---- | ------- | -------- | ----------------------------------------------------------------- |
| 1858 | Arnsdorf |         |      | I/P     | 13       | Umsetzung einer Orgel von 1805, wahrscheinlich aus Niederstriegis |

### Ernst Siegfried Hesse
| Jahr     | Ort           | Gebäude                                   | Bild | Manuale | Register | Bemerkungen |
| -------- | ------------- | ----------------------------------------- | ---- | ------- | -------- | --- |
| 1823     | Mühlberg      | St. Lukas                                 |      | II/P    | 25       | Umbau der Volckland-Orgel von 1729                                                                                             |
| 1829     | Erfurt        | Erfurter Dom                              |      | III/P   | 56       | Neubau |
| 1829     | Wahlwinkel    | St. Gotthard                              |      | II/P    | 21       | Neubau unter der Mitarbeit von Georg Andreas Hesse und Johann Michael Hesse II., 2006 restauriert durch Orgelbau Waltershausen |
| 1830     | Ermstedt      | St. Andreas                               |      | II/P    | 25       | Neubau, Mitarbeit von Johann Michael Hesse II.                                                                                 |
| 1831     | Sömmerda      | St. Petri und Pauli                       |      | II/P    | 20       | Umbau der Krippendorf-Orgel von 1705, 1889 durch Neubau von Carl Friedrich Wilhelm Böttcher ersetzt                            |
| 1834     | Erfurt        | St. Andreas                               |      |         |          | Neubau |
| 1834     | Großvargula   | St. Jacobi                                |      | II/P    | 23       | Neubau, 2012 restauriert durch Jörg Dutschke                                                                                   |
| 1838     | Ilversgehofen | St. Martini                               |      | II/P    | 19       | Neubau |
| 1840     | Frienstedt    | St. Laurentius                            |      | II/P    | 30       | Neubau |
| 1840     | Wenigenehrich | Dorfkirche                                |      | I/P     | 10       | Neubau, 1885 durch Karl Hickmann & Sohn in die neue Kirche umgesetzt und umdisponiert                                          |
| 1841     | Mittelsömmern | St. Cyriax                                |      | II/P    | 16       | Neubau |
| 1841     | Döllstädt     | St. Peter und Paul                        |      | II/P    | 17       | Umbau der Trost-Orgel von 1713                                                                                                 |
| 1843     | Erfurt        | St. Martini                               |      | II/P    | 22       | Neubau, 1874 durch Neubau von Adam Eifert ersetzt                                                                              |
| vor 1844 | Korbach       | St. Kilian                                |      | II/P    | 32       | Neubau |
| 1845     | Schwerstedt   | St. Trinitatis                            |      | II/P    | 27       | Neubau |
| 1847     | Heldrungen    | St. Wigbert                               |      | II/P    | 28       | Neubau |
| 1849     | Jecha         | St. Matthäi                               |      | I/P     | 11       | Neubau, Mitarbeit von Johann Michael Hesse II.                                                                                 |
| 1849     | Großengottern | St. Walpurgis                             |      | II/P    | 26       | Umbau der Trost-Orgel von 1717, Mitarbeit von Julius Hesse als Lehrling                                                        |
| Vor 1850 | Hochheim      | Entweder St. Bonifatius oder St. Johannes |      | II/P    | 26       | Neubau |
| ca. 1850 | Riga          | St. Petrus                                |      | III/P   | 43       | Neubau |
| ca. 1850 | Herbsleben    | St. Trinitatis                            |      | II/P    | 36       | Neubau, 1920 durch Neubau von Hugo Böhm ersetzt                                                                                |
| ca. 1850 | Saubach       |                                           |      | II/P    | 16       | Neubau |
| ca. 1850 | Rohrberg      |                                           |      | II/P    | 10       | Neubau |
| ca. 1850 | Lösere        |                                           |      | I/P     | 8        | Neubau |

### Johann Michael Hesse II.
| Jahr | Ort           | Gebäude                   | Bild | Manuale | Register | Bemerkungen                                                                 |
| ---- | ------------- | ------------------------- | ---- | ------- | -------- | --------------------------------------------------------------------------- |
| 1834 | Ottenhausen   | St. Kilian                |      | II/P    | 17       | Neubau, im Gehäuse von 1749                                                 |
| 1842 | Saalfeld      | St. Nikolai               |      | II/P    | 13       | Neubau                                                                      |
| 1842 | Greußen       | St. Martini               |      | II/P    | 30       | Umbau der Trost-Orgel von 1704, Mitarbeit von seinem Bruder Ernst Siegfried |
| 1842 | Großengottern | St. Martini               |      | II/P    | 18       | Neubau                                                                      |
| 1844 | Werningsleben | St. Georg                 |      |         |          | Neubau                                                                      |
| 1846 | Witterda      | St. Martin                |      | II/P    | 29       | Neubau, 2013–2015 Restaurierung durch Orgelbau Kutter → Orgel               |
| 1850 | Andisleben    | St. Peter und Paul        |      | II/P    | 23       | Umdisponierung der Schröter-Orgel von 1743                                  |
| 1852 | Sondershausen | Fürstliches Landesseminar |      | II/P    | 9        | Neubau                                                                      |
| 1852 | Hüpstedt      | St. Martin                |      | II/P    | 19       | Neubau, restauriert durch Orgelbau Brode                                    |

### Johann Michael Hesse & Sohn
| Jahr | Ort       | Gebäude     | Bild | Manuale | Register | Bemerkungen |
| ---- | --------- | ----------- | ---- | ------- | -------- | ----------- |
| 1859 | Rehestädt | St. Gangolf |      | II/P    | 17       | Neubau      |

### Julius Hesse
| Jahr | Ort        | Gebäude                      | Bild | Manuale | Register | Bemerkungen                                                 |
| ---- | ---------- | ---------------------------- | ---- | ------- | -------- | ----------------------------------------------------------- |
| 1858 | Dornheim   | St. Bartholomäi              |      | I/P     | 19       | Neubau, 1985 durch Neubau von Karl-Heinz Schönefeld ersetzt |
| 1858 | Rockhausen | St. Elisabeth                |      | II/P    | 17       | Neubau                                                      |
| 1862 | Arnstadt   | Johann-Sebastian-Bach-Kirche |      | III/P   | 21       | Umbau der Wender-Orgel von 1703, Umbau gescheitert          |